# Estació de Valladolid - Campo Grande
L'Estació de Valladolid-Campo Grande o Estació del Nord, és la principal estació de ferrocarril de Valladolid.